# 1916年の相撲
1916年の相撲（1916ねんのすもう）は、1916年の相撲関係のできごとについて述べる。
1915年-1916年-1917年

## できごと
- 10月、立命館中学（旧制）相撲部創部。

## 台覧相撲
- 5月27日 - 水交社において、皇太子裕仁親王（後の昭和天皇）が海軍記念日の余興相撲を台覧[1]。

## 本場所など
- 1月場所（東京相撲）[2]
  - 興行場所:両国国技館
  - 1月14日より10日間興行
  - 108対61で東方勝利。旗手は源氏山大五郎。個人優勝は西ノ海嘉治郎。
- 1月場所（大阪相撲）[3]
  - 興行場所:難波新川土橋西詰
  - 1月15日より晴天10日間興行
- 3月場所（東京大阪合併相撲）[4]
  - 興行場所:大阪千日前
  - 3月12日より晴天10日間興行
- 5月場所（東京相撲）[5]
  - 興行場所:両国国技館
  - 5月18日より10日間興行
  - 105対80で東方勝利。旗手は金ノ花吉太郎。個人優勝は太刀山峰右エ門。
- 6月場所（大阪相撲）[6]
  - 興行場所:千日前東
  - 6月1日より晴天10日間興行
- 10月場所（東京大阪合併相撲）[7]
  - 興行場所:大阪新世界
  - 10月31日より晴天10日間興行

## 誕生
- 1月19日 - 常陸海光房（最高位：前頭12枚目、所属：荒汐部屋→双葉山道場→時津風部屋、+ 没年不明）[8]
- 3月1日 - 因州山稔（最高位：前頭14枚目、所属：春日野部屋、+ 1980年【昭和55年】）[9]
- 3月14日 - 小役丸勇走（最高位：十両9枚目、所属：宮城野部屋、+ 1945年【昭和20年】）
- 3月20日 - 大ノ海久光（最高位：前頭3枚目、所属：二所ノ関部屋、+ 1981年【昭和56年】）[10]
- 4月15日 - 二瀬川政一（最高位：関脇、所属：朝日山部屋、+ 1959年【昭和34年】）[11]
- 5月7日 - 四海波好一郎（最高位：前頭10枚目、所属：出羽海部屋、+ 没年不明）[11]
- 6月26日 - 櫻錦利一（最高位：小結、所属：出羽海部屋、+ 1962年【昭和37年】）[12]
- 9月20日 - 郷錦廣次（最高位：十両14枚目、所属：出羽海部屋→武隈部屋、+ 1994年【平成6年】）
- 9月25日 - 陸奥ノ里敏男（最高位：前頭6枚目、所属：出羽海部屋、+ 没年不明）[13]
- 10月26日 - 北見潟政義（最高位：十両15枚目、所属：錦島部屋、+ 没年不明）
- 10月28日 - 雷門辰男（最高位：十両3枚目、所属：出羽海部屋、+ 没年不明）
- 11月26日 - 錦竜栄廣（最高位：十両15枚目、所属：二所ノ関部屋、+ 没年不明）

## 死去
- 2月17日 - 稲川政右エ門（最高位：関脇、所属：稲川部屋→浦風部屋→高砂部屋、年寄：稲川、* 1871年【明治4年】）
- 3月13日 - 大戸平廣吉（最高位：大関、所属：尾車部屋、年寄：尾車、* 1866年【慶応2年】）